# Baccalauréat
Baccalauréat – matura po francusku. Powszechnie używany skrót to: bac.  
We Francji absolwent liceum (Lycée)  po udanym egzaminie maturalnym otrzymuje państwowy dyplom potwierdzający zdanie matury. Następnie może rozpocząć studia wyższe lub naukę w szkole pomaturalnej.
Istnieją trzy rodzaje matury francuskiej, które ukierunkowują przyszłość maturzysty:
- ogólna
- zawodowa
- techniczna